# Eleccions legislatives luxemburgueses de 1915
El 23 de desembre de 1915 es van celebrar unes eleccions legislatives a Luxemburg. El Partit de la Dreta va emergir com el partit més gran, aconseguint 25 dels 52 escons de la Cambra de Diputats.
A princips d'aquell any, la Gran Duquessa Maria Adelaida havia escollit un govern de dretes de la minoria. Tot i així, aquell govern va ser incapaç de realitzar les seves funcions a causa de la manca de suports que va trobar a la Cambra de Diputats; així, Maria Adelaida es va veure obligada a dissoldre la Cambra i a convocar eleccions.
Tot i que el Partit de la Dreta va incrementar la seva representació de 20 a 25 escons, no arribaven a ser majoria. El govern de Hubert Loutsch va perdre un vot de confiança l'11 de gener de 1916 i va dimitir en ple. La interferència de la Gran Duquessa en els afers interns de la política luxemburguesa va ser criticada ferotgement per part dels partits d'esquerres, essent parcialment responsable aquest fet de la posterior abdicació forçada de Maria Adelaida en favor de Carlota el 1919.